# Pseudodiploexochus vumbaensis
Pseudodiploexochus vumbaensis är en kräftdjursart som beskrevs av Barnard 1949. Pseudodiploexochus vumbaensis ingår i släktet Pseudodiploexochus och familjen Armadillidae. Inga underarter finns listade i Catalogue of Life.